# محله هیرودی
محله هیرودی – موزه باستان‌شناسی وُهل (Wohl Archaeological Museum) یک سایت باستان‌شناسی زیرزمینی و موزه‌ای است که در محله یهودی شهر قدیم اورشلیم واقع شده است. این موزه اقامتگاه‌های مجلل را به نمایش می‌گذارد که نشان‌دهنده سطح بالای زندگی اشراف ساکن در بخش بالایی شهر اورشلیم در اواخر دوران معبد دوم و تا زمان ویرانی شهر در سال ۷۰ میلادی هستند. ساختمان‌ها و یافته‌های این سایت شامل موزاییک‌ها، نقاشی‌های دیواری، حمام‌های خصوصی، ظروف گران‌قیمت، و فضاهای مسکونی چندطبقه است که به احتمال زیاد به کاهنای بلندپایه و خانواده‌های اشرافی یهودی تعلق داشته‌اند.
در میان آثار به نمایش درآمده در محله هیرودی – موزه باستان‌شناسی وُهل، پنج ساختمان مسکونی متعلق به دوران هیرودی قرار دارند که باور بر این است که توسط خانواده‌های کاهنی اشغال می‌شده‌اند. این خانه‌ها مجهز به حمام‌های آیینی (میقوه)، حمام‌های خصوصی و وسایل خانگی روزمره هستند.  نقاشی‌های دیواری و عناصر معماری این خانه‌ها به سبک‌های هلنیستی و رومی طراحی شده‌اند. در میان این مجموعه، "عمارت سلطنتی" (Palatial Mansion) برجسته‌تر از بقیه است. این خانه مجلل دارای چند طبقه و حیاط مرکزی است که فضاهای اطراف آن را در بر گرفته‌اند. از ویژگی‌های شاخص این عمارت می‌توان به سالن پذیرایی پرزرق‌وبرق اشاره کرد که به سبک شهر پمپئی (Pompeii) تزیین شده و بازمانده‌هایی از تیرهای چوبی فروریخته در آن به چشم می‌خورد—شواهدی از ویرانی شهر اورشلیم در سال ۷۰ میلادی.
در این سایت باستان‌شناسی، تعداد زیادی یافته‌های کوچک نیز کشف شده‌اند که در میان آن‌ها، ظروف سنگی برجسته هستند؛ این ظروف طبق قوانین شریعت یهود به دلیل عدم پذیرش نجاست آیینی، از اهمیت ویژه‌ای برخوردارند.  همچنین اشیای لوکس وارداتی مانند ظروف سفالی تزئینی «ترا سیجیلاتا» (terra sigillata) و کالاهای فینیقی مانند لوازم آرایشی و عطرها نیز در کاوش‌ها یافت شده‌اند.  در مواردی که آثار مهمی مانند نقش دیواری منورا (شمعدان هفت‌شاخه) یا ظرف شیشه‌ای منحصربه‌فرد ساخته‌شده توسط هنرمند صیدونی به نام «آنییون» به موزه اسرائیل منتقل شده‌اند، در محل موزه وُهل، نسخه‌های بازسازی‌شده یا عکس‌هایی از آن‌ها به نمایش درآمده‌اند.
این عمارت‌های باستانی که در جریان بازسازی محله یهودی پس از جنگ شش‌روزه کشف شدند، توسط تیمی باستان‌شناسی به رهبری نحمَن آویگاد میان سال‌های ۱۹۶۹ تا ۱۹۸۳ حفاری شدند. موزه‌ای که در زیر یشیوات هاکوتل واقع شده است، پس از انجام کارهای گسترده مرمت، در ۱۹۸۸ برای بازدیدکنندگان بازگشایی شد. در سال ۲۰۲۴، این موزه پس از دو سال مرمت و بازسازی مجدداً بازگشایی شد.

## یافته ها
در داخل محوطه موزه، بازمانده‌های شش اقامتگاه از دوران هیرودی یافت شده است. هر یک از این اقامتگاه‌ها به‌طور معمول دور یک حیاط مرکزی ساخته شده‌اند و احتمالاً شامل دو یا حتی سه طبقه بوده‌اند.
این خانه‌ها دارای چندین حمام بودند، که هم برای آیین‌های مذهبی (میقوه‌ها) و هم برای استفاده روزمره طراحی شده بودند. به دلیل عدم وجود منابع آب دیگر در آن زمان، آب باران جمع‌آوری شده و در سرویس‌های آب‌گیری (cisterns) ذخیره می‌شد تا در مواقع نیاز مورد استفاده قرار گیرد.

### ساختمان سلطنتی
"ساختمان سلطنتی" که در شیب شرقی بخش بالای شهر و نزدیک به گوشه جنوب غربی کوه معبد واقع شده است، یک ساختمان وسیع به مساحت ۶۰۰ متر مربع بود. این موقعیت استراتژیک به عمارت امکان دسترسی مستقیم به کوه معبد را می‌داد، بدون اینکه نیاز باشد ابتدا به دره تیروپوئون پایین بروند و سپس دوباره به کوه معبد صعود کنند. این دسترسی آسان به معبد برای کاهنان که در آن زمان به‌طور مداوم نیاز به رفت‌وآمد به معبد داشتند، بسیار مهم بود. قرار گرفتن عمارت در این موقعیت به‌ویژه برای ساکنانش که احتمالاً از طبقات بالای اجتماعی و کاهنان بودند، نشان‌دهنده اهمیت و قدرت آن‌ها در جامعه بود.
ساختمان سلطنتی شامل دو طبقه بود، طبقه همکف که به‌عنوان اتاق‌های مسکونی استفاده می‌شد و احتمالاً شامل فضاهایی برای استراحت و پذیرایی بود. طبقه پایین که به انبارها و تأسیسات آب اختصاص داشت. این طبقه، محلی برای ذخیره‌سازی کالاها و تأمین آب مورد نیاز خانه بود. چهار میقوه (حمام‌های آیینی یهودی) در عمارت کشف شدند.
ورودی ساختمان سلطنتی از سمت غرب قابل دسترسی بود و به یک پیش‌ورودی منتهی می‌شد که کف‌پوش موزاییکی آن به‌خوبی حفظ شده بود. این موزاییک دارای الگوی رزت مرکزی بود که نشان‌دهنده دقت و زیبایی طراحی داخلی این مکان است. از پیش‌ورودی، بازدیدکنندگان می‌توانستند به اتاق نقاشی در سمت راست یا اتاق پذیرایی مجلل در سمت چپ وارد شوند. اتاق پذیرایی با دیوارها و سقف گچ‌بری‌شده تزئین شده بود، که طراحی داخلی آن مشابه آثار یافت‌شده در پمپئی است، اما بدون وجود تصاویر انسانی یا حیوانی. این ویژگی‌ها به‌طور ویژه در سبک هنر رومی آن زمان قابل مقایسه هستند.
در ورودی به اتاق پذیرایی، تیرهای چوبی سوخته سقف مشاهده می‌شود که بر روی کف‌پوش موزاییکی افتاده‌اند. این تیرها نشان‌دهنده ویرانی عمارت در اثر آتش‌سوزی شدید در زمان تخریب اورشلیم هستند که باعث تخریب این فضاها شد.
حیاط به اتاق‌های بال شرقی عمارت منتهی می‌شد، از جمله حمام حفظ‌شده که دارای کف‌پوش موزاییکی ساده بود، که مانند سایر بخش‌ها فاقد تصاویر انسانی یا حیوانی بود. این حمام احتمالاً پیش از دسترسی به دو میقوه مخفی (حمام‌های آیینی) قرار داشت. یک پله‌راه در سمت شمالی حیاط به طبقه زیرین منتهی می‌شد. در این طبقه، یک پیش‌ورودی وجود داشت که به یک انبار بزرگ با سقف قوسی و دو میقوه اضافی دسترسی می‌یافت. یکی از این میقوه‌ها دارای درگاه دوگانه و ورودی با ایوان موزاییکی بود که نشان‌دهنده شکوه و عظمت آن بود.

### ساختمان جنوبی
ساختمان جنوبی دارای اتاق‌هایی است که اطراف یک حیاط مرکزی قرار دارند و زیرزمینی نیز زیر آن وجود دارد که ساختار معماری مشابهی با ساختمان سلطنتی دارد. قبل از ورود به حمام‌های آیینی، افراد معمولاً پای خود را در حوضچه‌های سنگی سوراخ‌دار که در این مکان پیدا شده بود، می‌شستند. 
ساختمان جنوبی در حالت کشف‌شده خود حفظ شده است.

## گرافیتی منورا (شمعدان هفت شعله)
یکی از برجستغ ترین کشفیات در محله هیرودی، گرافیتی‌ای بود که یک منورا (شمعدان هفت شعله) را به تصویر کشیده است. این گرافیتی از دو بخش تشکیل شده که هرکدام تقریباً ۲۵ × ۱۵ سانتیمتر اندازه دارند. شکل منورا به‌طور عمده حفظ شده است و میز نان تقدیس (showbread table) در سمت راست آن قابل مشاهده است که درست زیر مذبح بخور قرار دارد. این کشف برای اولین بار منورا (شمعدان هفت شعله) را با شاخه‌های تزئین‌شده و چراغ‌هایی روشن بر روی شاخه‌ها نشان می‌دهد. 
گرافیتی حک‌شده بر روی گچ که منورا معبد را در دوران وجود آن در معبد به تصویر کشیده است، یکی از کشفیات مهم در محله هیرودی است. این گرافیتی به نظر می‌رسد که توسط یک کاهن محلی که از آثار معبد آگاهی داشته، ساخته شده باشد
گرافیتی منورا (شمعدان هفت شعله) اکنون در موزه اسرائیل در اورشلیم به نمایش گذاشته شده است.

## موزه
محله هیرودی در ایام موعد سوکا (Sukkot) سال ۱۹۸۸ به روی بازدیدکنندگان گشوده شد، پس از انجام کارهای مرمت گسترده. 
در سال ۱۴۰۳، موزه محله هیرودی پس از دو سال مرمت و با هزینه‌ای حدود ۵ میلیون دلار بازگشایی شد. پروژه مرمت شامل بازسازی دقیق ساختارهای باقی‌مانده از خانه‌ها و بازسازی موزاییک‌ها بود. سیستم نورپردازی و صوتی نوآورانه‌ای نیز نصب شد که همراه با نمایش‌های چندرسانه‌ای و هولوگرام‌ها و پویانمایی ها (انیمیشن ها) به بازدیدکنندگان امکان تجربه‌ای شبیه‌سازی‌شده از قدم زدن به سمت معبد را می‌دهد. این تجربه از دیدگاه ساکنان تاریخی شهر اورشلیم ارائه می‌شود. برای حفظ آثار باستانی و در عین حال ارائه تجربه‌ای جذاب برای بازدیدکنندگان، پل‌های شیشه‌ای معلق طراحی شده‌اند که امکان دسترسی نزدیک به خانه‌های باستانی را فراهم می‌کنند بدون اینکه آسیبی به بقایای باستانی وارد شود.